# Kim Tae-wan
Kim Tae-wan (* 1. Juni 1971 in Busan) ist ein ehemaliger südkoreanischer Fußballspieler, der bei Daejeon Citizen zuletzt spielte. Er steht bei Gimcheon Sangmu FC als Trainer unter Vertrag. Er übernahm Ende 2016 den Posten des Trainers.

## Karriere als Spieler

### Jugendzeit
Kim Tae-wan war von 1984 bis 1987 an der Dongnae Middle School. Er ging dann anschließend zu der Dongnae High School. Nach seiner Schulzeit studierte er für drei Jahre an der Hongik University und spielte für ihr Universitätsteam.

### Fußball-Karriere in Südkorea
Seine Karriere fing er bei dem K-League-Gründungsmitglied Hanil Bank FC an. 1995 musste er seinen Wehrdienst ableisten und wechselte für diesen Zweck zu Sangmu FC, dem Vorgänger-Militärverein von Sangju Sangmu FC. Ende 1996 beendete er seinen Militärdienst und wechselte zu Daejeon Citizen in die K League. In Daejeon blieb er insgesamt vier Jahre und hatte in dieser Zeit 116 Einsätze und dabei 5 Tore erzielt. Erst in seiner letzten Saison konnte er 2001 mit Daejeon Citizen einen Titel, den Korean FA Cup gewinnen. Ende 2001 beendete er seine Karriere als Fußballspieler.

## Karriere als Trainer
2002 wurde er von seinem ehemaligen Militärverein Sangmu als Co-Trainer eingestellt. 2003 wechselte er in den neugegründeten Militärverein Gwangju Sangmu und war dort für 7 Jahre Co-Trainer. Als der Militärverein Ende 2010 nach Sangju umzog, folgte er dem Verein und wurde dort ebenfalls Co-Trainer. In derselben Saison wurde er Interimstrainer bei Sangju Sangmu FC. Ab 2012 war er für drei weitere Jahre wieder Co-Trainer bei Sangju Sangmu FC. 2016 war er für eine Saison lang 2. Co-Trainer. Nachdem der Trainer Cho Jin-ho Ende 2016 in Richtung Busan IPark verlassen hatte, wurde er neuer Trainer der Mannschaft. Er wird somit 2017 Sangju Sangmu FC als Trainer anführen. Zudem ist er zum ersten Mal überhaupt Trainer einer Mannschaft.

## Erfolge
- 1× Korean-FA-Cup-Gewinner 2001